# زهور ونيسي
زهور ونيسي، ولدت زهور ونيسي في ديسمبر عام 1937 في مدينة قسنطينة. وهي شخصية سياسية وكاتبة جزائرية.

## السيرة الذاتية
ولدت زهور ونيسي في ديسمبر 1937 أو (عام 1936 وفقاً لمصادر أخرى) ولدت في مدينة قسنطينة في شمال شرق الجزائر. بعدما حصلت على البكالوريوس الجامعي في الأدب والإنسانية والفلسفة، درست علم الاجتماع قبل أن تعمل في تدريس الإعلام.
في عام 1982، أصبحت زهور سكرتيرة الدولة في الشؤون الاجتماعية في حكومة عبد الغاني الثالث. 
في عام 1982، أصبحت وزيرة الحماية الاجتماعية في حكومة إبراهيم الأول. لتصبح بذلك أول سيدة تتولى منصب وزيرة في تاريخ الجزائر.

## المشوار السياسي
السيدة ونيسي من الوجوه السياسية لعهد «الشاذلي بن جديد»، وهي أول امرأة جزائرية يعهد إليها بمنصب وزاري:
- وزيرة للشؤون الاجتماعية في حكومة «محمد بن أحمد عبد الغني» في يناير 1982م
- ثم وزيرة للحماية الاجتماعية في حكومة «عبد الحميد براهيمي» سنة 1984م
- فوزيرة للتربية الوطنية في التعديل الوزاري 18 فبراير 1986.

شغلت أيضا منصب عضو بالمجلس الشعبي الوطني في الفترة من 1977 إلى 1982م، تعود إلى الواجهة السياسية كعضو في مجلس الأمة في ديسمبر 1997م.
كما شاركت في تأسيس الاتحاد الوطني للنساء الجزائريات. وأدارت مجلة «الجزائرية».

## الرصيد الأدبي
نشرت أول أعمالها الأدبية عام 1955، ثم تابعت عدة مجموعات قصصية ظهرت بين الستينيات و1980. ككاتبة، تعتبر رائدة في الكتابة النسائية، ولكن أيضًا بشكل عام في الأدب العربي في الجزائر.
لها: الرصيف النائم (قصص 1967م)، على الشاطئ الآخر (قصص 1974م)، من يوميات مدرسة حرة (رواية 1978م)، لونجا والغول (رواية 1996م)، عجائز القمر (قصص 1996م)، روسيكادا (قصص 1999م)الذاكرة.

## وصلات خارجية
- ضبط استنادي:تحديد اسم المعايير الدولية،المكتبة القومية الفرنسية، نظام التوثيق الجامعي